# Brodie Ponds
Die Brodie Ponds sind eine Gruppe von Schmelzwassertümpeln im ostantarktischen Viktorialand. Sie liegen westlich und südwestlich der Basis des Mount Kowalczyk in den Denton Hills auf der Oberfläche des Blue Glacier.
Eine vom neuseeländischen Geologen Robert Hamish Findlay geführte Mannschaft besuchte sie zwischen 1979 und 1980 im Rahmen des New Zealand Antarctic Research Program. Namensgeber ist Ken Brodie, ein weiterer Geologe dieser Mannschaft.